# Landgericht Mosbach

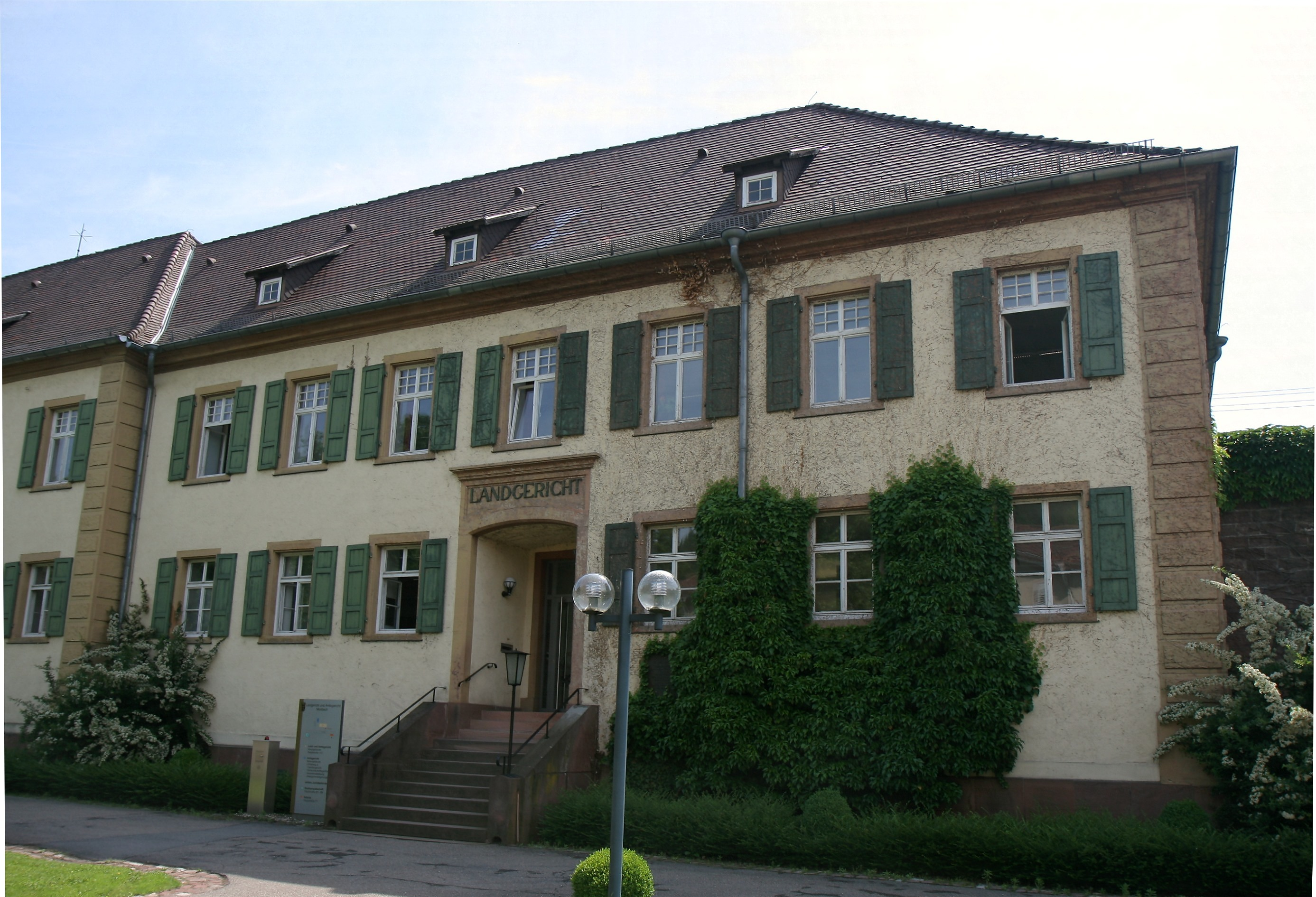
Gerichtsgebäude

Das Landgericht Mosbach ist ein Gericht der ordentlichen Gerichtsbarkeit in Mosbach in Baden-Württemberg und eines von neun Landgerichten im Bezirk des Oberlandesgerichts Karlsruhe.

## Gerichtsbezirk und Zuständigkeit

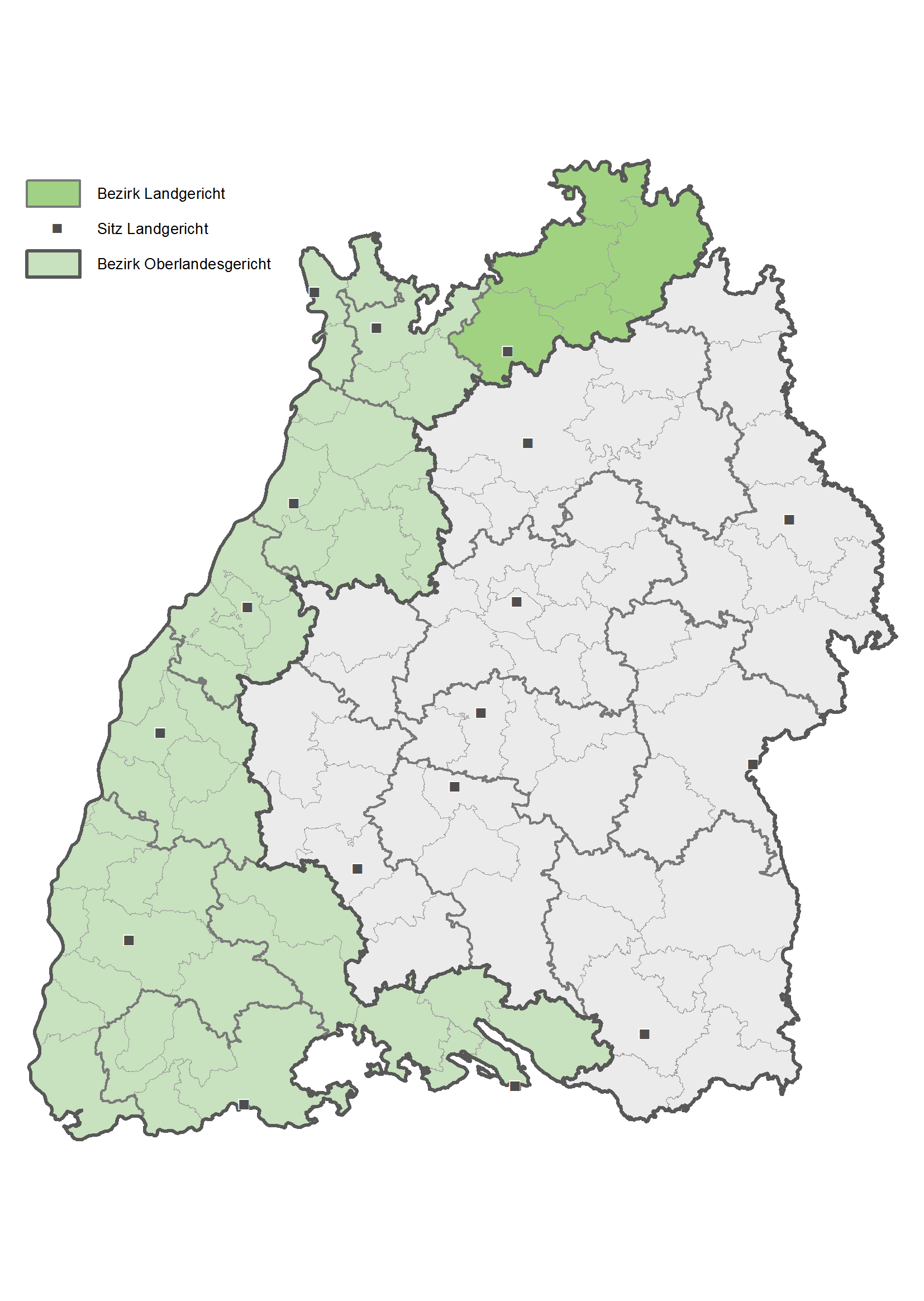
Landgerichtsbezirk Mosbach (dunkel) im Oberlandesgerichtsbezirk Karlsruhe (hellgrün) in Baden-Württemberg

Das Landgericht hat seinen Sitz in Mosbach. Zum Gerichtsbezirk gehören alle 27 Städte und Gemeinden des Neckar-Odenwald-Kreises sowie die 12 Städte und Gemeinden der nordwestlichen Hälfte des Main-Tauber-Kreises, die dessen badischen Teil bilden. 2007 lebten 237.108 Menschen in dem Bezirk.
Das Gericht ist innerhalb seines Gerichtsbezirks für Zivil- und Strafsachen als erstinstanzliches Gericht wie auch als Berufungs- und Beschwerdeinstanz zuständig.

## Instanzenzug
Dem Gericht direkt übergeordnet ist das Oberlandesgericht Karlsruhe, diesem übergeordnet der Bundesgerichtshof, ebenfalls in Karlsruhe.
Untergeordnet sind die Amtsgerichte Adelsheim, Buchen, Mosbach, Tauberbischofsheim und Wertheim.

## Geschichte
In badischer Zeit war für den Mosbacher Raum das Hofgericht Mannheim zuständig. 1864 wurden in Baden elf Kreisgerichte eingerichtet, wovon eines am 1. Oktober 1864 in Mosbach in den Gebäuden des ehemaligen Franziskanerklosters seine Arbeit aufnahm und die Amtsgerichte Adelsheim, Boxberg, Buchen, Eberbach, Gerlachsheim, Mosbach, Tauberbischofsheim, Walldürn und Wertheim umfasste. Der erste Direktor war Friedrich Serger, später Präsident des Oberlandesgerichts Karlsruhe und Landtagsabgeordneter. Nach der Gründung des Deutschen Reichs trat 1879 das Gerichtsverfassungsgesetz in Kraft und das Kreisgericht Mosbach wurde zu einem von sieben Landgerichten in Baden. 1921 kam ein Schwurgericht hinzu.

## Gebäude
Das Hauptgebäude befindet sich in der Hauptstraße 110 in Baulichkeiten des ehemaligen Franziskanerklosters. Hier ist auch das Amtsgericht Mosbach untergebracht.